# Dachowa (województwo wielkopolskie)
Dachowa – wieś w Polsce, położona w województwie wielkopolskim, w powiecie poznańskim, w gminie Kórnik.
| SIMC    | Nazwa  | Rodzaj    |
| ------- | ------ | --------- |
| 0586454 | Huby   | część wsi |
| 0586460 | Nowina | część wsi |

W latach 1975–1998 miejscowość administracyjnie należała do województwa poznańskiego.
Wieś szlachecka położona była w 1580 roku w powiecie poznańskim województwa poznańskiego.